# William Kittredge
William Kittredge (Portland, 14 de agosto de 1932 - Missoula, 4 de diciembre de 2020) fue un escritor estadounidense del estado de Oregón que vivió principalmente en Montana.

## Biografía
Nació en 1932 en Portland, Oregón y creció en un rancho en Warner Valley en el sureste de Oregón en el condado de Lake, donde asistió a la escuela en Adel, Oregón. Más tarde asistió a la escuela secundaria en California y Oregón. Obtuvo su licenciatura en agricultura de la Universidad Estatal de Oregón. A los 35 años, se retiró de la ganadería y se inscribió en el Taller de Escritores de Iowa de la Universidad de Iowa, donde completó su MFA.
Oscar, el padre de Kittredge, era amigo de la dirección del Partido Republicano en Oregón. Oscar iba a ser recogido por el gobernador de Oregon Earl Snell para un viaje de caza en octubre de 1947 cuando en el avión Snell y el secretario de estado de Oregón, Robert Farrell, entre otros, se estrellaron en el camino, matando a los cuatro a bordo.
Se convirtió en una voz importante con su colección de ensayos de 1987, Owning It All, sobre el Occidente moderno. Siguió con Hole in the Sky: A Memoir. Su libro La naturaleza de la generosidad expone el valor de lo que él denomina altruismo de ciclo largo extremo, y elabora con conocimientos y sabiduría refrescantes sobre la sostenibilidad, la civilización y su relación con la cultura, la historia y la naturaleza humana. También fue coproductor de la película A River Runs Through It.
Recibió numerosos premios, incluida una beca Stegner en la Universidad de Stanford y una beca de redacción del National Endowment for the Arts. Con Annick Smith, editó The Last Best Place: A Montana Anthology.
William Kittredge también publicó ensayos y artículos en muchas revistas como The Atlantic, Harper's, Esquire, Time, Newsweek y los periódicos The Washington Post y The New York Times, principalmente sobre Occidente.
Enseñó escritura creativa en la Universidad de Montana en Missoula durante 30 años y recibió un premio Lifetime Achievement Award en el Montana Book Festival en septiembre de 2017.

## Obras de autor
- El campo de Van Gogh y otras historias (1976)
- No estamos juntos en esto (1984)
- Poseerlo todo (1987)
- Plata fantasma (1987)
- El último mejor lugar: una antología de Montana (1990), con Annick Smith, University of Washington Press
- Agujero en el cielo: una memoria (1992)
- ¿Quién es dueño de Occidente? (1995)
- Big Sky Country: Lo mejor de Montana, Dakota del Norte, Wyoming e Idaho (1996), con el fotógrafo Michael Melford, Rizzoli Ed.
- The Portable Western Reader (antología, 1997), Penguin Classics - Portable Library
- Cuidar: pensamientos sobre la narración y las creencias (1999)
- La naturaleza de la generosidad (2001), Vintage - Random House Ed.
- Patrias del suroeste (2002)
- El campo de sauce (2006)
- El próximo rodeo: ensayos nuevos y seleccionados (2006)

## Otras lecturas
- Simon Loxley, '¡Qué diablos! - Las cartas de Frederic Warde a William Kittredge ', entre paréntesis ; 16 (febrero de 2009), pág. 21-24
- Ronald E. McFarlane, William Kittredge (2002. Serie de escritores occidentales de la Universidad Estatal de Boise, no. 152. Boise, Idaho: Universidad Estatal de Boise)